# Dálniční křižovatka Karlsruhe
Autobahndreieck Karlsruhe (zkráceně též Dreieck Karlsruhe; zkratka AD Karlsruhe) je křižovatka dvou německých dálnic nacházející se ve spolkové zemi Bádensko-Württembersko u města Karlsruhe. Kříží se zde dálnice A 5 s dálnicí A 8.

## Poloha
Dálniční křižovatka se nachází na území města Karlsruhe, přičemž samotné město Karlsruhe leží západně od křižovatky. V těsné blízkosti se nachází ještě město Ettlingen, které leží jihozápadně od křižovatky. Křižovatka se nachází v Hornorýnské nížině na úpatí Schwarzwaldského pohoří severně od kopců Bergwald a Rust.
Nejbližší větší města jsou Karlsruhe (asi 1 km na západ), Heidelberg (asi 64 km po dálnici A 5 na sever), Freiburg im Breisgau (asi 140 km po dálnici A 5 na jih) a Stuttgart (asi 60 km po dálnici A 8 na východ).

## Popis
Autobahndreieck Karlsruhe je mimoúrovňová křižovatka dálnice A 5 procházející severo-jižním směrem (Hattenbacher Dreieck – Frankfurt am Main – Heidelberg – Karlsruhe – Basel) a dálnice A 8 vedoucí západo-východním směrem (Saarbrücken – Karlsruhe – Stuttgart – München – Salcburk) a připojující se k dálnici A 5 z východu. Současně po dálniční křižovatce prochází i evropská silnice E35, a to severojižním směrem a evropská silnice E52, která prochází jiho-východním směrem. Na dálnici A 5 je křižovatka označena jako sjezd 46 a na dálnici A 8 jako sjezd 41.
Autobahndreieck Karlsruhe je tříramenná mimoúrovňová křižovatka provedená jako trojúhelníková.

## Historie výstavby
Dálniční křižovatka Karlsruhe vznikla již v roce 1938, když byl zprovozněn dálniční tah říšské dálnice Frankfurt am Main – Darmstadt – Mannheim – Heidelberg – Karlsruhe, jakož i navazující dálniční tah říšské dálnice Karlsruhe – Stuttgart – München.
V letech 1946–1951 sloužila dálniční křižovatka i jako závodní okruh, Karlsruher Dreiecksrennen. Jednalo se o prozatímní závodní okruh v poválečných časech užívaný do doby, než byly postaveny speciální okruhy. Směr závodů byl proti směru hodinových ručiček, a to po rampě Stuttgart – Heidelberg následované levotočivou zatáčkou na dálnici A 5 a další levotočivou zatáčkou na rampu Freiburg – Stuttgart zpět na dálnici A 8, přičemž start a tribuna se nacházely na větvi křižovatky směrem na Stuttgart (dálnice A 8).
V letech 2011–2013 proběhla dílčí přestavba dálniční křižovatky, a to rampy Stuttgart – Freiburg. Ta byla kvůli svému špatnému stavu znovu postavena, přičemž nejdříve byla vedle postavena nová rampa a následně byla odstraněna rampa původní.

## Dopravní zatížení
V průměru projede křižovatkou 206 000 vozidel denně, což z ní činí jednu z nejvytíženějších dálničních křižovatek v Bádensku-Württemberku.